# Renato de Almeida Guillobel
Renato de Almeida Guillobel GCC • GCA (Rio de Janeiro, 8 de outubro de 1892 — Rio de Janeiro, 20 de setembro de 1975) foi um almirante-de-esquadra brasileiro.

## Biografia
O Almirante de Esquadra Renato de Almeida Guillobel, era filho do Almirante José Cândido Guillobel e de dona Elisa de Almeida Guillobel, e neto de Joaquim Cândido Guilhobel, Renato Almeida Gullobel nasceu no Distrito Federal, em 8 de outubro de 1892.
Virou aspirante a Guarda-Marinha em 1908. A partir de Capitão-Tenente até o Almirantado, obteve todas as promoções por merecimento. Desempenhou várias comissões, com raro brilho, destacando-se entre elas: Comandante dos Contratorpedeiros Rio Grande do Norte, Maranhão e Marcilio Dias; Grupos-Tarefa 41.4 e 41.7 na 4ª Esquadra Americana. Foi assistente do diretor da Escola de Guerra Naval; Secretário da Escola de Guerra Naval; Auxiliar do Departamento de Ensino de Estratégia da Escola de Guerra Naval; Chefe do Departamento de Estratégia do Estado-Maior da Armada; Chefe da Divisão de Planos; Delegado do Ministério da Marinha, junto ao Ministério das Relações Exteriores; Adido Naval junto às Embaixadas em Buenos Aires, Montevidéu e Assunção; Chefe do Gabinete do Ministro dos Negócios da Marinha; Diretor-Geral do Arsenal de Marinha do Rio de Janeiro; Presidente da Comissão de Promoções; Membro da Comissão de Paz do Chaco e Membro da Comissão de Limites com o Uruguai.
Foi Ministro de Estado dos Negócios da Marinha no período 1951-1954. Interinamente, virou Ministro de Estado dos Negócios da Guerra e Ministro de Estado dos Negócios da Aeronáutica. Tomou parte em vários levantamentos hidrográficos e no levantamento e demarcação do Sanatório Naval de Nova-Friburgo, este último sem o concurso de auxiliares.
Também foi membro das Comissões, que elaboraram livros didáticos para a Marinha, Ordenança para o Serviço da Armada, além de outras destinadas a dar pareceres sobre trabalhos alheios.
Tomou parte ativa nas duas Grandes Guerras Mundiais: na Primeira Guerra mundial como Oficial de Navegação da Divisão Naval em Operações de Guerra, embarcado nos Cruzadores Rio Grande do Sul e Bahia; na Segunda Guerra Mundial, como Comandante do Contratorpedeiro Marcílio Dias, na Força Naval do Nordeste e destacado na Quinta Divisão de Cruzadores da 4ª Esquadra Americana, e ainda, como Comandante dos Grupos-Tarefa 41.4 e 41.7, em operações de patrulha oceânica e escolta de navios aeródromos.
Tem inúmeras conferências, discursos e artigos publicados em jornais. Descrevendo um trabalho sobre estratégia naval brasileira e programa naval, obteve o “Premio Jaceguai”. 
É autor de um Curso de Navegação (duas edições); da descrição e emprego de seu invento sobre tiros de torpedos e aproximação de tiro dos submarinos. Do Dicionário Geográfico da Costa do Brasil, infelizmente, interrompido na letra “J”, já com cerca de dezesseis mil dados; de carta geográficas de Angra dos Reis à Ribeira e Terras do Sanatório de Nova-Friburgo. Como colaborador do Diário Carioca publicou sob o titulo Panorama da Guerra nos Mares, uma série de mais de cem artigos.
É, também, autor de um trabalho secreto, intitulado Emprego Tático dos Submarinos. Fez parte das seguintes associações cientificas: Instituto Técnico Naval, Sociedade Brasileira de Geografia, Instituto de Geografia Militar e Liceu Militar General Belgrano, esse ultimo da Argentina.
Foi ministro da Marinha do Brasil, de 1 de fevereiro de 1951 a 25 de agosto de 1954.

## Condecorações[1]
Em 12 de dezembro de 1953 foi agraciado com a Grã-Cruz da Ordem Militar de Cristo e em 17 de maio de 1958 foi agraciado com a Grã-Cruz da Ordem Militar de São Bento de Avis de Portugal. Fora essas ainda possui as seguintes condecorações: Cruz de Campanha de 1918; Medalha da Vitória, 1918; Medalha Italiana “Fatigue di Guerra, 1918; Medalha de Guerra, 1945; Medalha Esforço de Guerra, do Exército, 1945; Medalha do Socorro aos Náufragos (Portugal); Grande Oficial da Ordem do Mérito Norte-Americano; Grande Oficial .da Ordem do Mérito do Império Britânico; Grande Oficial da Ordem do Mérito Naval Brasileiro; Grande Oficial da Ordem do Mérito Militar Brasileiro; Grande Oficial da Ordem do Mérito Aeronáutico Brasileiro; Medalha do “Prêmio Jaceguai”, 1943; Medalha de Mérito Militar de Cinco Estrelas; Grande Oficial da Ordem do Mérito Naval de Venezuela; Cavaleiro da Ordem da Coroa da Itália; Comendador da Legião de Honra; Grande Oficial da Ordem do Mérito do Paraguai; Grande Oficial da Ordem do Condor dos Andes da Bolívia; Grã-Cruz da Ordem do Mérito Naval da Espanha; Comendador da Ordem do Mérito Italiano; Grã-Cruz da Ordem de Leopoldo I da Bélgica; Grã-Cruz da Ordem Orange-Nassau da Holanda; Grã-Cruz da Ordem de Rubem Dario da Nicarágua; Comendador da Ordem do Almirante Padilha, da Colômbia; Grã-Cruz do Mérito Naval do Chile; Grã-Cruz da Ordem do Mérito do Peru; Comendador da Ordem de Trujillo, de São Domingos; Comendador da Ordem de Miguel Larraynaga, da Nicaragua; da Ordem da Somoza, da Bolívia; Medalha do Grande Premio de Sociologia, 1963, e Medalha da Força Naval do Nordeste. Medalhas Comemorativas: Rui Barbosa, Taumaturgo de Azevedo; Duque de Caxias; Maria Quitéria; Congresso de Medicina Militar de São Paulo, 1954; Congresso de Medicina Aeronáutica, 1952; Rio Branco e Grande Oriente do Brasil.